# Paspébiac
Paspébiac, mi'kmaq Paspegiaq, är en stad (kommun av typen ville) i provinsen Québec i Kanada. Den ligger i regionen Gaspésie–Îles-de-la-Madeleine, i den östra delen av landet, 800 km öster om huvudstaden Ottawa.